# Lauréline Kuntz
Lauréline Kuntz est une actrice, auteure et humoriste française.

## Biographie
Elle est championne de France de slam en 2007. La même année elle lance son spectacle, Dixlesic.
En 2008, elle joue au Festival Juste pour rire avec Florence Foresti, lors de l'Olympia du Point Virgule et en tournée. Avec le metteur en scène Rodolphe Sand, elle crée une nouvelle version de Dixlesic présentée lors du Festival d'Avignon (2008 et 2009), au Théâtre de Dix Heures à Paris (2009) et en tournée. En 2008, elle tourne au cinéma dans La Ligne blanche d’Olivier Torrès.
En mars 2010, Miss Crise, voit le jour sur la scène du Théâtre 14. 
En 2011, Miss Crise est présenté à l’Institut français de Beyrouth au Liban, en ouverture du Mois de la francophonie,.
En septembre 2019, elle lance une classe de maître sur l'humour,.
En 2020 sort son film, Gentil.le. La même année, elle fonde l'École de l'Opéra de la Parole
Elle est lauréate à 2 reprises du Fonds Auteur Humour de la SACD et reçoit le prix "Nouveau Talent Humour" en 2021.

## Filmographie

### Cinéma

#### Court métrage
- 2019 : Gentil.le co-réalisé avec Olivier Aufauvre[13]